# Sula sula

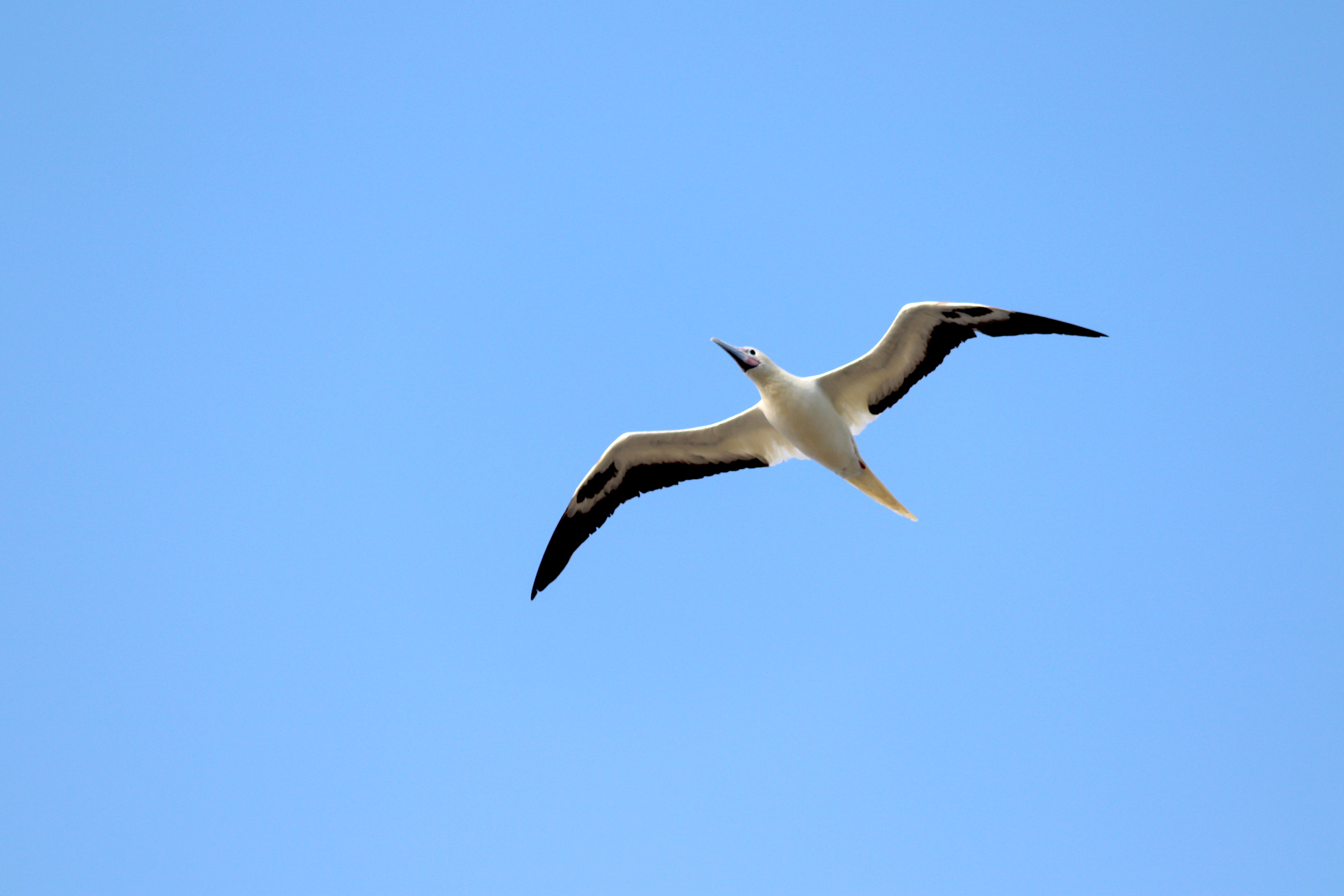
Sula piedirossi in volo su Half Moon Caye (Belize).

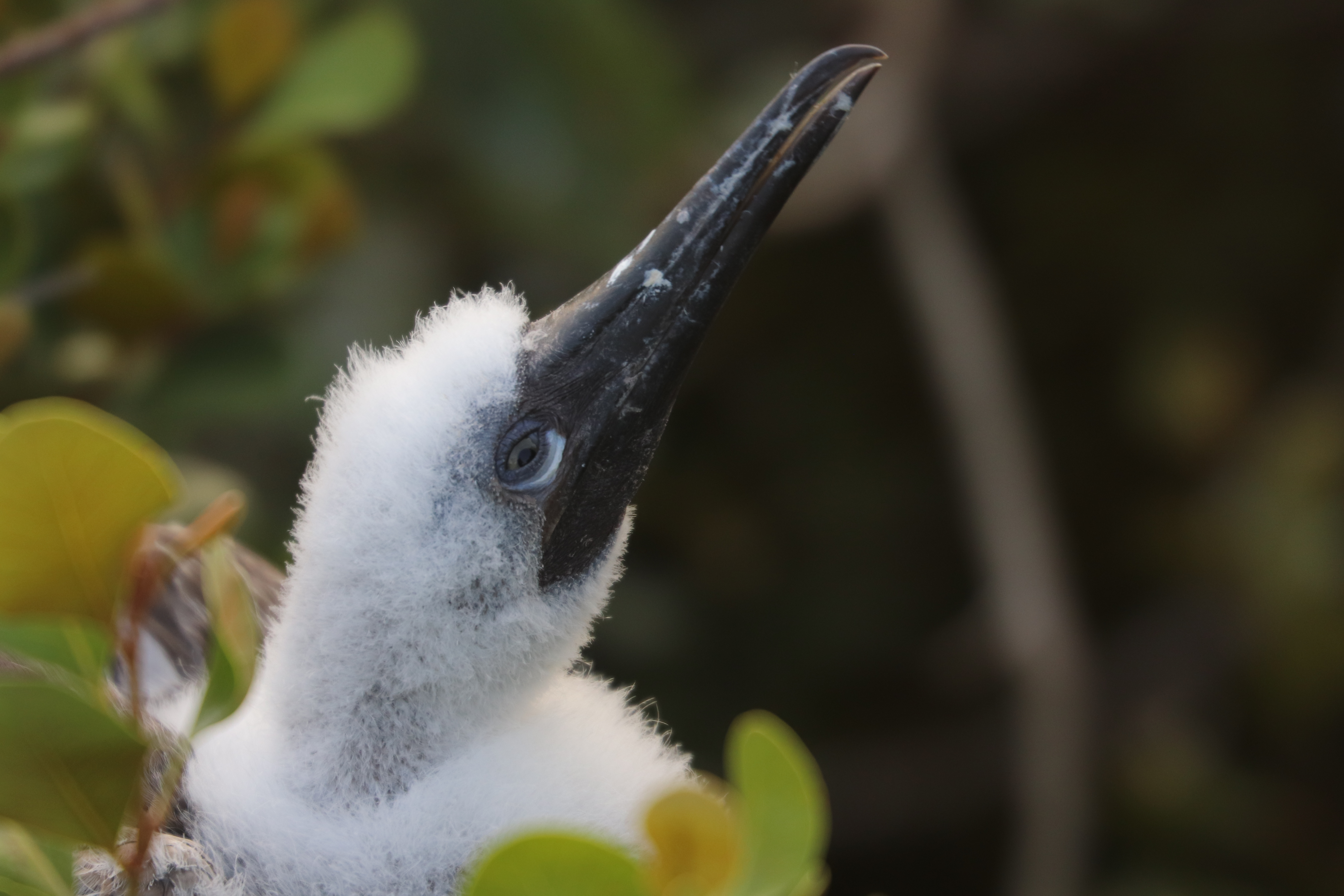
Giovane sula sporge la testa fuori dal nido a Half Moon Caye (Belize).

La sula piedirossi (Sula sula Linnaeus, 1766) è un uccello marino della famiglia dei Sulidi ampiamente diffuso nelle regioni costiere tropicali di gran parte del globo.

## Descrizione

### Dimensioni
Misura 66-77 cm di lunghezza, per un peso di 900-1003 g; l'apertura alare è di 124-152 cm.

### Aspetto
È la più piccola tra tutte le sule, ma ha una coda lunga e un occhio abbastanza sviluppato. È una specie particolarmente polimorfica e il suo piumaggio presenta una grande diversità di colori e di forme intermedie, senza che questo dipenda necessariamente dalla sottospecie di appartenenza.
Gli individui della forma bianca hanno una livrea quasi interamente di questo colore, spesso con una sfumatura giallo-albicocca. Tuttavia è possibile trovare del nero a livello delle primarie. Le secondarie, le grandi copritrici, le copritrici primarie e i vessilli esterni presentano spesso una sfumatura grigio argento. Sulla parte inferiore dell'ala spicca la macchia grigio-nerastra che ricopre l'articolazione carpale, formata dalle copritrici primarie più esterne. Alcuni esemplari della forma bianca hanno la coda nerastra, altri hanno la coda bianca con il sottoala interamente scuro e una specie di sella.
Negli esemplari della forma scura l'insieme del piumaggio varia dal fulvo al marrone-cioccolato; gli individui più scuri hanno la coda, le remiganti e le copritrici primarie appena un po' più scure delle parti superiori. Tuttavia numerose sule presentano una colorazione molto chiara su testa, collo e parti inferiori, altre hanno le ali e la coda molto scure. Alcune hanno la parte posteriore del corpo e la coda bianche. L'iride, di colore bruno-nerastro, è generalmente contornata da uno stretto anello più chiaro. Nel momento di massimo splendore del piumaggio il becco diviene grigio-blu, con la punta più scura e i bordi affilati giallo-verdastri.
Nel punto in cui si incontrano la fronte e il ramo superiore del becco si trova una striscia di pelle nuda di colore rosso; una chiazza di pelle nuda rossa simile, contornata sopra e sotto da una sottile linea di pelle nuda che va dalla bocca alla sacca golare, è presente alla base della mandibola. Sulla faccia vi sono inoltre altre zone di pelle nuda dai colori differenti (rispettivamente blu turchese o giallo limone al di sopra e al di sotto dell'occhio). Tutte queste aree facciali di pelle nuda diventano meno brillanti una volta terminato il periodo nuziale: il rosso diventa più opaco o assume una tonalità rosa pallido, il becco perde la sua bella e attraente sfumatura giallo-verdastra e le zampe, da rosse, diventano arancio-rossastre brillanti.
I due sessi sono identici, ma la femmina è più piccola e durante la stagione degli amori la sua pelle nuda facciale non assume la tonalità giallo limone.
I giovani hanno un piumaggio interamente color marrone terra o marrone scuro, con una zona più chiara sulla parte anteriore del collo e sull'addome, che lascia apparire un'evidente fascia pettorale. Presentano l'iride di colore variabile dal grigio al giallastro, il becco nerastro e la pelle facciale grigio ardesia, un po' più chiara sulla sacca golare. Le zampe variano dal grigio scuro all'arancio-carne.
Gli esemplari immaturi di tutte le sottospecie presentano un piumaggio meno uniforme e un aspetto più macchiato.
Se osservati da lontano gli esemplari dalla coda bianca possono essere scambiati per sule mascherate (Sula dactylatra) o per sule settentrionali, del Capo o australiane.

### Voce
Le sule piedirossi emettono dei rapidi rah-rah-rah-rah-rah-rah (ma siamo seri?) quando fanno ritorno nella colonia. I maschi producono anche delle grida scricchiolanti e aspre che permettono di identificarli all'interno della famiglia.

## Biologia
Le sule piedirossi di solito catturano il cibo immergendosi, ma alcune prede vengono talvolta catturate in volo, in particolare quelle spinte in superficie dai predatori sottomarini. Questi uccelli pescano abitualmente in gruppi, immergendosi a scarse profondità, in media tra 1 e 5 metri sotto la superficie. A volte possono inseguire la preda anche nuotando sott'acqua.
Le sule piedirossi subiscono di frequente le aggressioni cleptoparassite delle fregate, che le molestano e le obbligano a rigurgitare le prede che hanno catturato.
Conducono un'esistenza parzialmente notturna, in quanto i calamari risalgono in prossimità della superficie non appena cala la notte. La luna piena consente loro di effettuare la pesca notturna.
Le sule piedirossi si posano spesso su barche e pescherecci, servendosene da posti di osservazione. Il dimorfismo sessuale legato alle dimensioni è meno pronunciato rispetto ad altre sule e le femmine sono solo leggermente più grandi dei maschi (circa il 15%). Questo si ripercuote nella distribuzione dei compiti: le femmine, infatti, dedicano grosso modo alle cure parentali lo stesso tempo dei compagni o solo poco più.
I lunghi viaggi alla ricerca di cibo e la distribuzione che si estende attraverso l'intera zona tropicale non facilitano agli studiosi il compito di comprendere i movimenti migratori. Tuttavia i giovani sono probabilmente gli esemplari più dispersivi, essendo in grado di spostarsi a diverse centinaia di chilometri dalla terra più vicina.

### Alimentazione
Le sule piedirossi si nutrono principalmente di pesci volanti (exocetidi) e di calamari. La taglia delle prede è generalmente inferiore a 10 centimetri.

### Riproduzione

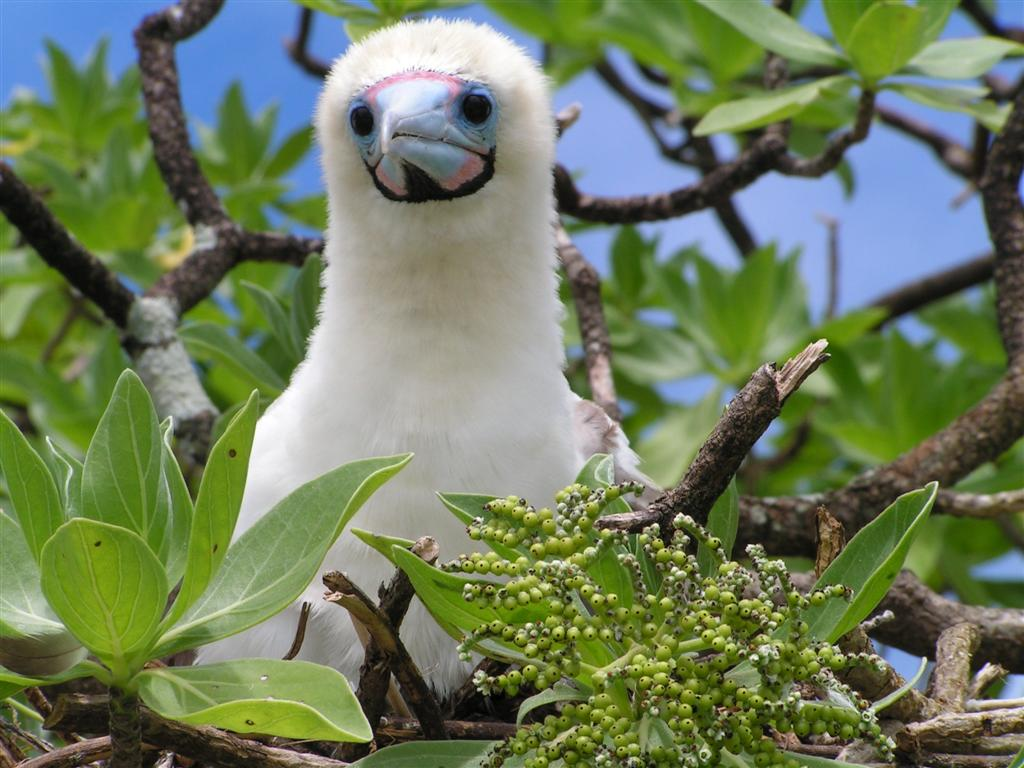
Pulcino di sula piedirossi.

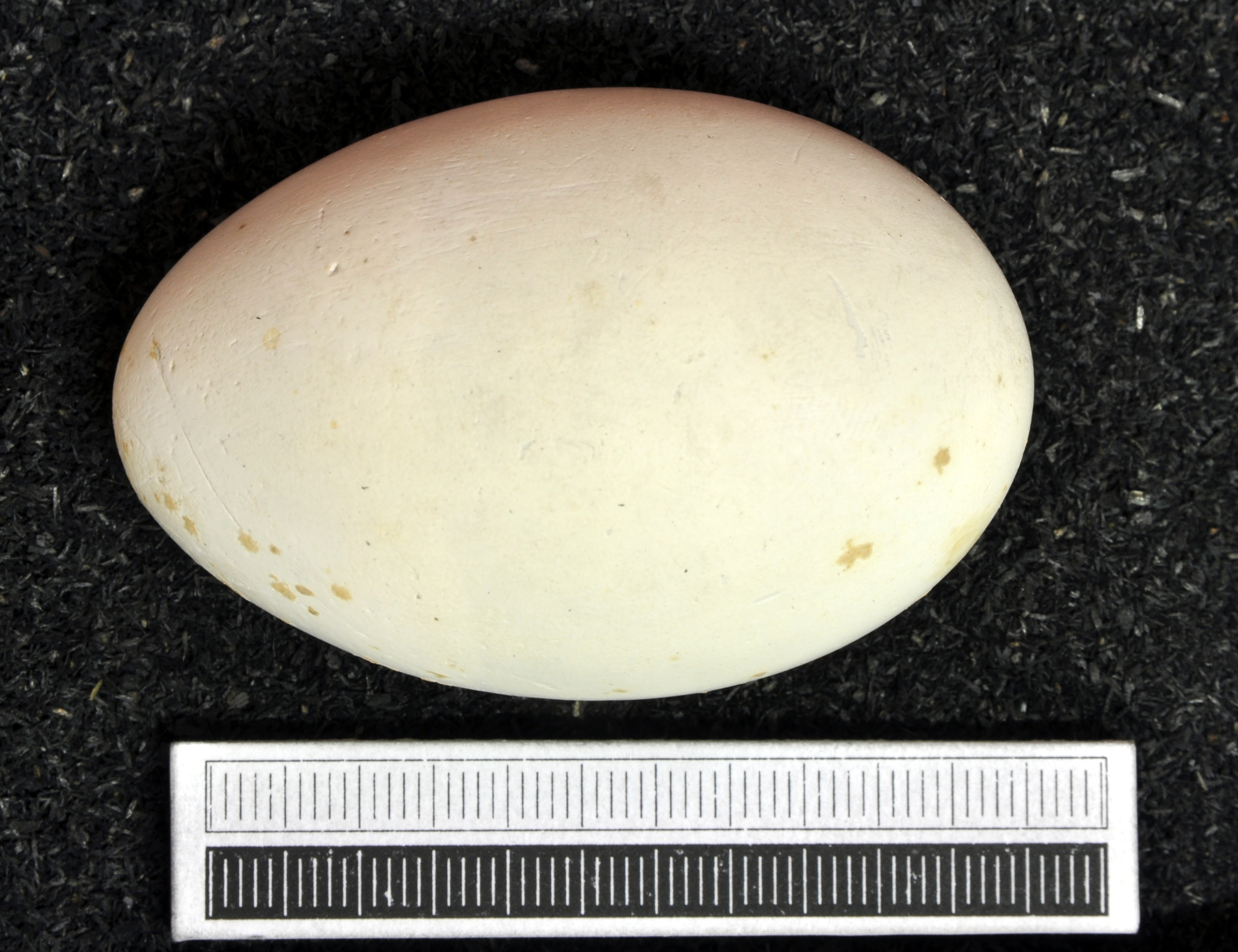
Uovo nella collezione del museo di Wiesbaden.

In quasi ogni zona dell'areale non esiste una stagione di nidificazione vera e propria. La riproduzione può aver luogo in qualsiasi momento dell'anno. Talvolta le sule piedirossi non si riproducono tutti gli anni. Nell'atollo di Johnston, nella parte meridionale dell'arcipelago delle Hawaii, questi uccelli evitano di riprodursi negli anni in cui la calda corrente di El Niño estende la sua influenza al largo del Perù e dell'Ecuador, il che suggerisce che questi animali sono sensibili alle condizioni ambientali. Nel mar Cinese Meridionale è stato riscontrato un rapporto di poliandria cooperativa, nel quale due maschi svolgono il ruolo di assistenti a vantaggio di una sola femmina per almeno quattro anni consecutivi.
Le sule piedirossi sono uccelli molto gregari che formano colonie particolarmente numerose. Il nido è costituito da un insieme di bastoncini collocato su un albero o un cespuglio, ma può anche essere posizionato a terra o in un muro.
La covata comprende un unico uovo che viene incubato per circa 45 giorni. Alla nascita i pulcini sono ricoperti da un piumino bianco e rimangono nel nido per un periodo che varia da 100 a 139 giorni. Le cure parentali sono molto lunghe e si protraggono per 190 giorni. Durante una ricerca condotta sull'isola di Dong, i giovani hanno impiegato quattro mesi per raggiungere l'indipendenza con un notevole tasso di sopravvivenza (più del 95%). Man mano che crescono, le uscite dal nido diventano sempre più lunghe, probabilmente per sviluppare l'apprendimento e le abilità. Le giovani sule iniziano a procurarsi da sole il cibo e più di 80 giorni dopo l'involo quasi il 60% di loro è ancora in vita. Gli immaturi raggiungono la maturità sessuale tra 2 e 3 anni. L'aspettativa di vita massima può raggiungere i 23 anni.

## Distribuzione e habitat
Le sule piedirossi vivono nelle acque tropicali dei tre oceani principali: l'Atlantico, l'Indiano e il Pacifico. Ne vengono riconosciute ufficialmente tre sottospecie: S. s. sula vive nelle isole dei Caraibi e in quelle al largo del Brasile (Fernando de Noronha, Trindade), nonché nell'isola di Ascension (Atlantico meridionale); S. s. rubripes si incontra nelle isole dell'oceano Indiano e in quelle dell'oceano Pacifico occidentale e centrale, fino alle isole Hawaii, Marchesi e Pitcairn; infine, S. s. websteri vive nel settore orientale dello stesso oceano, dalle isole Revillagigedo (al largo del Messico) fino alle Galápagos a sud.
Sono uccelli rigidamente marini e prevalentemente pelagici. Nidificano sulle isole ricoperte da una vegetazione relativamente fitta.

## Tassonomia
Come è già stato detto, sono riconosciute ufficialmente tre sottospecie:
- S. s. sula (Linnaeus, 1766), diffusa nelle isole dei Caraibi, in quelle al largo delle coste orientali del Brasile (Fernando de Noronha, Trindade) e nell'isola di Ascension (Atlantico meridionale);
- S. s. rubripes Gould, 1838, diffusa nelle isole dell'oceano Indiano e in quelle tropicali del Pacifico occidentale e centrale fino alle isole Hawaii, Marchesi e Pitcairn;
- S. s. websteri Rothschild, 1898, diffusa nelle isole tropicali del Pacifico orientale dalle isole Revillagigedo (al largo delle coste sud-occidentali Messico) fino alle Galápagos a sud.

## Conservazione
Secondo Handbook of the Birds of the World questa specie non è minacciata a livello globale. È infatti uno dei Sulidi più comuni e diffusi, ma la sua popolazione è distribuita in migliaia di piccole isole sparse nei mari tropicali e solamente poche colonie sono protette. Nel corso dell'ultimo secolo molte colonie dell'Atlantico meridionale e dell'oceano Indiano occidentale sono andate perdute, principalmente a causa della distruzione dell'habitat. Tuttavia, le popolazioni sono ancora molto numerose nei Caraibi (14.000 coppie) e alle Galápagos (più di 25.000 coppie). Nell'oceano Indiano orientale vi sono 12.000 coppie sull'isola di Natale e 30.000 esemplari nelle isole Cocos, in particolare a North Keeling. La popolazione delle Hawaii si sta lentamente riprendendo da un recente declino.
I fattori che limitano la crescita della popolazione possono essere identificati nella raccolta delle uova, nel bracconaggio, nella predazione da parte dei ratti e dai disturbi arrecati dal turismo. La popolazione complessiva, comunque, supera il milione di individui e, tenuto conto della sua ampia area di diffusione, la specie non è da considerarsi minacciata nel futuro immediato.